# Prix Maurice-Bouvet
Le prix Maurice-Bouvet est une récompense attribuée chaque année à un écrit psychanalytique en langue française, qui peut être un texte publié dans l’année mais parfois aussi l’ensemble d’une œuvre.

## Création
Maurice Bouvet est mort en 1960 à l'âge de seulement 48 ans, à un moment où son enseignement oral était une référence pour de nombreux jeunes analystes. Pierre Marty était attaché à la transmission de son héritage. Il organise alors, en 1962, un prix destiné à encourager et valoriser l’écriture analytique.
C'est ainsi que la Société psychanalytique de Paris (SPP), à l'instigation de Pierre Marty et Michel Fain, crée en 1963 le prix Maurice Bouvet, destiné soit à récompenser un jeune psychanalyste francophone pour un article clinique publié dans l’année, soit à célébrer l’œuvre d’un psychanalyste.
Depuis 1963, à quatre voire cinq reprises, aucun lauréat n'a été désigné : en 1972, 1977, 1980 et 2008 voire 2024 (?).